# Юрай Червенак
Юрай Червенак (словац. Juraj Červenák, 16 червня 1974, Ж'яр-над-Гроном) — словацький письменник-фантаст, журналіст і кінокритик. Більшість творів автора опубліковані чеською мовою.

## Біографія
Юрай Червенак народився у Ж'ярі-над-Гроном, пізніше жив разом із родиною в Банській Штявниці, де закінчив ліцей. Після закінчення ліцею змінив кілька професій (у тому числі працював охоронцем та нічним сторожем), пізніше став працівником місцевого будинку культури та керівником місцевого кінотеатру. З 2005 до 2011 року мешкав у Кошицях, пізніше знову перебрався до Банської Штявниці, де й живе натепер.

## Літературна творчість
Юрай Червенак розпочав свою літературну діяльність ще в 1993 році, коли вийшов друком його перший роман «Ольгерд — меч з Тормарену» (чеськ. Olgerd – Meč z Thormarenu). Більшість творів письменника написані у жанрі фентезі, та входять до шести циклів творів. Цикл творів «Чорнокнижник» (чеськ. Černokněžník) у фантастичному стилі розповідає про війни слов'ян з аварами. Цей цикл продовжений у творах циклу «Чорний Роган» (чеськ. Čierny Rogan). У циклі «Богатир» (чеськ. Bohatyr) розповідається про пригоди Іллі Муромця. Цикл творів «Пригоди капітана Баторійо» (чеськ. Dobrodružstvá kapitána Báthoryho) заснований на подіях боротьби європейських народів з Османською імперією. у циклі творів «Штейн і Барбарич» (словац. Stein a Barbarič) про детективів кінця XVI — початку XVII століття на землях сучасної Словаччини. Кілька творів письменника також входять до циклу про Конана. Письменник написав також кілька повістей та романів, які не входять до жодного циклу, а також низку оповідань. Юрай Червенак відомий у Словаччині також як кінокритик та автор публіцистичних творів, які він публікує в журналах «Fantázia», «Ikarie», «Pevnost» і «DVD mag». Більшість творів Юрай Червенак написані чеською мовою з комерційних міркувань.
Українською мовою перекладався цикл "Богатир", надрукований видавництвом "Букшеф".

## Вибрана бібліографія

### Цикл «Чорнокнижник»
- Чорнокнижник — володар вовків (чеськ. Černokněžník – Vládce vlků, 2003)
- Чорнокнижник — меч Радгоста (чеськ. Černokněžník – Radhostův meč, 2004)
- Чорнокнижник — кривавий вогонь (чеськ. Černokněžník – Krvavý oheň, 2005)
- Чорнокнижник — війна із бісами (чеськ. Černokněžník – Válka s běsy, 2006)

### Цикл «Чорний Роган»
- Золота Арконія 1 (чеськ. Zlato Arkony 1, 2012)
- Золота Арконія 2 (чеськ. Zlato Arkony 2, 2013)
- Привиди на Девіні (чеськ. Přízraky na Děvině, 2016)

### Цикл «Пригоди капітана Баторіо»
- Стражі Варадина (чеськ. Strážcové Varadínu, 2009)
- Ворота Іркаллі (чеськ. Brány Irkally, 2010)
- Фортеця диявола (чеськ. Ďáblova pevnost, 2011)
- Залізний півмісяць (чеськ. Železný půlměsíc, 2015)
- Західний оплот (словац. Pevnost západu, 2018)

### Цикл «Конан»
- Конан і стіни Гіртну (чеськ. Conan a stíny Hyrthu, 1994, під псевдонімом Джордж Каллаган)
- Безжальний Конан (чеськ. Conan nelítostný, 2000, під псевдонімом Торлейф Ларссен)
- Конан і святиня демона (чеськ. Conan a svatyně démonů, 2002, під псевдонімом Торлейф Ларссен)
- Конан і дванадцять брам пекла (чеськ. Conan a dvanáct bran pekla, 2004, під псевдонімом Торлейф Ларссен)

### Цикл «Штейн і Барбарич»
- Покійник на Пекельному горбі (словац. Mrtvý na Pekelném vrchu, 2014)
- Кров першонароджених (словац. Krev prvorozených, 2014)
- Вогняний знак (словац. Ohnivé znamení, 2015)
- Диявол у зеркалі (словац. Ďábel v zrcadle, 2016)
- Вовк і кинджал (словац. Vlk a dýka, 2017)